# یوروپین ۲۰۰۰ ایرلاینز
یوروپین ۲۰۰۰ ایرلاینز (به انگلیسی: European 2000 Airlines) یک شرکت هواپیمایی است که در ۲۰۰۵ میلادی تأسیس شده‌است. دفتر مرکزی یوروپین ۲۰۰۰ ایرلاینز در لاکا، مالت واقع شده‌است و قطب این شرکت هواپیمایی در فرودگاه بین‌المللی مالت قرار دارد.